# Dietz-Otto Edzard
Dietz-Otto Edzard (28 de agosto de 1930 en Bremen - 2 de junio de 2004 en Múnich) fue un estudioso alemán del Antiguo Oriente Próximo y gramático del idioma sumerio.
Fue elegido miembro extranjero de la Real Academia de Artes y Ciencias de los Países Bajos en 1976. y miembro internacional de la American Philosophical Society en 1996.

## Obras
- Sumerian Grammar   2003
- Geschichte Mesopotamiens: Von den Sumerern bis zu Alexander dem Großen  2004
- Gudea and His Dynasty (Royal Inscriptions of Mesopotamia Early Periods) 1997
- "Gilgames und Huwawa" : Zwei Versionen der sumerischen Zedernwaldepisode nebst einer Edition von Version " B "  1993
- Die Orts- und Gewässernamen der präsargonischen und sargonischen Zeit (Beihefte zum Tübinger Atlas des Vorderen Orients. Reihe B) 1977

Entre sus últimos trabajos figura un ensayo de 55 páginas sobre la literatura y la religión de la antigua Babilonia, publicado por la Academia Checa de Ciencias en 2005.